# Domenico Tedesco
Domenico Tedesco (Rossano, 1985. szeptember 12. –) német-olasz labdarúgóedző, korábbi labdarúgó, Belgium szövetségi kapitánya.

## Pályafutása

### Fiatalon
Az olaszországi Rossano városában született. Szüleivel kétéves korában Németországba költöztek a Baden-Württemberg tartományban található Esslingenbe, így a kettős állampolgár lett. Megyei szintnél feljebb sosem lépett pályára a ASV Aichwald csapatánál, de 2008-ig ifjúsági edzőként is dolgozott a klubnál. Osztályelsőként végzett a Német labdarúgó-szövetség edzőképző iskolájának azon évfolyamában, melyben Julian Nagelsmann és Alexander Nouri is sikeres vizsgát tett. A Mercedesnél dolgozott mielőtt a VfB Stuttgart U17-es csapatának ifjúsági edzője lett. 2015-ben a TSG Hoffenheim utánpótlás részlegéhez csatlakozott, ahol másfél évet eltöltve kapta meg első felnőtt csapatát.

### Edzőként
2017. március 8-án nevezték ki a másodosztályú Erzgebirge Aue csapat élére. Tizenegy bajnoki mérkőzésen irányította a klubot és hatszor nyertek, ami elegendő pontot jelentett, hogy bennmaradjanak.
A 2017–18-as szezontól a Schalke 04 vezetőedzőjének nevezték ki, két évre írt alá. Az első szezonban a Bayern München mögött második helyen zárták a bajnokságot. A következő idényben már az UEFA-bajnokok ligája miatti kettős terhelés, a keret meggyengülése és a klub pénzügyi gondjai érintették az eredményességet a Manchester City elleni vereséget követően menesztették.
2019. október 14-én az orosz Szpartak Moszkva edzőjének nevezték ki 2021 nyaráig. A klub első német edzője lett. Kinevezésekor 12 fordulót követően 14 ponttal a 9. helyen volt a klub. A szezont a 7. helyen fejezték be. 2020 decemberében bejelentette, hogy nem újítja meg a lejáró szerződését. Utolsó idényében ezüstérmesként zárt a csapattal.
2021. december 9-én vette át az RB Leipzig irányítását az amerikai Jesse Marsch-tól. A 2021–2022-es Európa-liga elődöntőjében búcsúztatta csapatát 3–2-vel a skót Rangers. Május 21-én az SC Freiburg ellen megnyerte a klub első trófeáját, miután a német kupa döntőjében tizenegyesekkel nyertek. 2022. szeptember 7-én menesztették, miután az Eintracht Frankfurt ellen 4–0-ra, majd a Sahtar Doneck ellen 4–1-re kaptak ki.
2023. február 8-án a belga válogatott szövetségi kapitányának nevezték ki.

## Magánélete
Testvére Umberto Tedesco is kisebb csapatokban lépett pályára. Főiskolai diplomát szerzett gazdasági mérnöki szakon, majd az innovatív menedzsment mesterképzést is elvégezte, valamint öt nyelven folyékonyan beszél. Nős, van egy lánya.

## Edzői statisztika
2023. február 8-án lett frissítve.
| Csapat           | Nemzet      | –tól              | –ig                 | Mérleg     | Mérleg | Mérleg | Mérleg | Mérleg |
| M                | GY          | D                 | V                   | Győzelem % |        |        |        |        |
| ---------------- | ----------- | ----------------- | ------------------- | ---------- | ------ | ------ | ------ | ------ |
| Erzgebirge Aue   | Németország | 2017. március 8.  | 2017. június 9.     | 11         | 6      | 2      | 3      | 54,55  |
| Schalke 04       | Németország | 2017. június 9.   | 2019. március 14.   | 75         | 33     | 17     | 25     | 44,00  |
| Szpartak Moszkva | Oroszország | 2019. október 14. | 2021. május 24.     | 54         | 27     | 10     | 17     | 50,00  |
| RB Leipzig       | Németország | 2021. december 9. | 2022. szeptember 7. | 38         | 20     | 9      | 9      | 52,63  |
| Belgium          | Belgium     | 2023. február 8.  | jelenleg is         | 0          | 0      | 0      | 0      | —      |
| Összesen         | Összesen    | Összesen          | Összesen            | 178        | 86     | 38     | 54     | 48.31  |

## Sikerei, díjai

### Klub
- RB Leipzig
  -  Német kupagyőztes (1): 2021–22

### Egyéni
- Orosz Premier League – Hónap edzője: 2020 augusztus, 2020 szeptember[25]

## Külső hivatkozások
- Domenico Tedesco adatlapja a Transfermarkt oldalon (angolul)